# ربات همراه
ربات همراه به رباتی گفته می شود که برای ایجاد رابطه واقعی یا ظاهری با انسان‌ها ساخته می شود . بازارهای هدف برای ربات‌های همراه بیشتر متمرکز افراد مسن و کودکان تک‌فرزند می باشد و انتظار می‌رود که ربات‌های همراه به شیوه‌ای ساده و طبیعی و قابل فهم با افراد غیرمتخصص ارتباط برقرار کنند. آنها مجموعه‌ای از وظایف مختلف را انجام می دهند از جمله نظارت از راه دور بر خانه، ارتباط با مردم و یا بیدار کردن آن ها در صبح . هدف آنها انجام طیف وسیعی از وظایف شامل وظایف آموزشی، امنیت خانگی، مدیریت روزنامه، سرگرمی و خدمات تحویل پیام و ... است
ایده صحبت و همراهی با ربات‌ها در داستان‌های علمی تخیلی دهه ۱۹۷۰، مانند R2-D2، وجود داشته است. از آخر قرن بیستم، ربات‌های همراه شروع به ورود به واقعیت کردند، عمدتاً به عنوان حیوانات خانگی رباتیک. علاوه بر اهداف سرگرمی، ربات‌های تعاملی نیز به عنوان ربات‌های خدمات شخصی برای مراقبت از سالمندان در حدود سال ۲۰۰۰ معرفی شدند

## مشخصات و خصوصیات
ربات‌های همراه سعی می‌کنند با کاربران تعامل داشته باشند. آنها بر اساس تعاملات خود با کاربران اطلاعات جمع‌آوری می‌کنند و بازخوردهایی ارائه می‌دهند. این فرآیند بسته به نقش‌های خاص آنها کمی متفاوت است. به عنوان مثال، ربات‌ همراه اجتماعی می تواند مکالمه های ساده‌ای انجام می‌دهند، در حالی که ربات‌های همراه حیوان خانگی مانند حیوانات خانگی واقعی رفتار می‌کنند.

## انواع ربات ها
ربات‌های همراه می‌توانند وظایف متنوعی را انجام دهند و به صورت تخصصی بر اساس هدف یا مخاطب بخصوص خود تولید می‌شوند تا راحتی و رضایت کاربر نهایی را افزایش دهند.

### ربات های همراه آموزشی
ربات‌های همراه اجتماعی به منظور ارائه همراهی و به عنوان راه‌حلی برای تنهایی ناخواسته طراحی شده‌اند. آنها اغلب رفتارهای انسانی بزرگسال، کودک یا حیوان خانگی را تقلید می‌کنند که برای کاربران جذاب است. ربات‌هایی که به‌طور خاص برای مکالمات ساده، انتقال احساسات و پاسخ به احساسات کاربران طراحی شده‌اند، در این دسته قرار می‌گیرند

### ربات های همراه تراپی
ربات‌های همراه کمکی یا دستیار برای افرادی طراحی شده‌اند که به دلیل سن، ناتوانی یا اهداف توانبخشی نیاز به مراقبت مداوم دارند. این ربات‌ها می‌توانند به کاربران محروم در انجام وظایف روزمره کمک کنند، و یا به عنوان یادآور عمل کنند (مثلاً برای مصرف منظم دارو) و روند گذراندن فعالیت‌های روزمره را تسهیل کنند. ربات‌های همراه کمکی شدت کارهایی را که باید توسط مراقبان، پرستاران و قیم‌های قانونی انجام شود کاهش می‌دهند.

### ربات های همراه حیوان خانگی
بات‌های همراه آموزشی وظیفه آموزش به دانش‌آموزان را بر عهده دارند، بدون توجه به سن آن‌ها آموزش می دهند و می‌توانند موضوعات مورد نظر را با فعالیت‌هایی متناسب با کاربر، مانند تکالیف تعاملی و بازی‌ها، آموزش دهند. ربات‌های همراه آموزشی به جای جایگزینی برای معلمان و مربیان، به عنوان دستیار برای آن‌ها عمل می‌کنند.

### ربات های همراه سرگرمی
ربات های طراحی شده برای افرادی است که با استرس (PTSD در موارد شدید به تبدیل می شود )، اضطراب و تنهایی مقابله می کنند. روبات های همراه تراپی از سلامت عاطفی و روانی کاربران مواظبت و پشتیبانی می کنند. چنین ربات‌هایی را می‌توان در بیمارستان‌ها و مراکز معالجه و همچنین خانه‌هایی که شخصی با استرس زیاد به کمک نیاز دارد، استفاده کرد. ربات‌ همراه تراپی شباهت زیادی به ربات‌ همراه کمکی و دستیار دارند تا جایی که نوعی از آن‌ها هستند. تفاوت ظریف بین این دو نوع ربات همراه این است که مورد اول برای استفاده طولانی مدت / مادام العمر است در حالی که دومی بیشتر برای مدت درمان دریافت شده توسط کاربر است.

### ربات های همراه اجتماعی
ربات‌های همراه حیوان خانگی برای افرادی طراحی شده‌اند که به دنبال جایگزینی برای حیوانات زنده هستند، زیرا حیوانات زنده نیاز به مراقبت قابل توجهی دارند و ممکن است برای افرادی که دچار آلرژی هستند مناسب نباشند. هدف این ربات ها این است که تقلید کاملی از یک حیوان خانگی داشته باشند در حالی که جنبه‌های پرزحمت نگهداری از یک حیوان را کاهش می‌دهند.

### ربات های همراه دستیار و کمکی
ربات‌های همراه سرگرمی منحصراً برای سرگرمی طراحی شده‌اند و می‌توانند انواع مختلفی از سرگرمی‌ها، از جمله رقصیدن تا بازی کردن با کاربر، را ارائه دهند. افرادی که به دنبال شخصی برای سرگرم شدن هستند، مخاطبان اصلی این محصولات به شمار می‌روند.

### ربات های دستیار شخصی
ربات های دستیار شخصی ساخته شده اند تا به کاربران در انجام کارهای روزانه، مدیریت، برنامه ریزی، یادآوری و ... کمک می کنند. حوزه فعالیت آنها می توان به دفاتر و همچنین خانه ها و فضاهای معطوف کرد.

## برای مثال
چند نمونه برای ربات همراه اولیه وجود دارد که از جمله آنها می توان به Paro، CompanionAble و EmotiRob اشاره کنیم

### ربات Paro
پرو یک سیستم ربات حیوان خانگی است که توسط مؤسسه علمی و صنعتی پیشرفته ژاپن (AIST) توسعه یافته است. این ربات که به شکل یک فوک کوچک طراحی شده است، به عنوان ابزار درمانی برای استفاده در بیمارستان‌ها و خانه‌های سالمندان طراحی شده است. این ربات برنامه‌ریزی شده است تا برای جلب توجه گریه کند و به نام خود پاسخ دهد. آزمایشات نشان داده است که استفاده از پارو باعث افزایش ارتباط سالمندان با یکدیگر شده و بهبودهای روانی را به همراه داشته است

### ربات CompanionAble
ربات CompanionAble به عنوان یک پروژه FP 7 اتحادیه اروپا دسته‌بندی شده است. این ربات برای "همکاری در محیط زندگی با پشتیبانی‌ کردن " ساخته شده است. این دستگاه خودکار که همچنین برای حمایت از سالمندان ساخته شده است، به مالک خود کمک می‌کند تا با محیط هوشمند خانه همانند پرستار خانگی ارتباط برقرار کند. این ربات به عنوان یک دوست قابل حمل عمل می‌کند، که از طریق گفتگو و صفحه لمسی امکان تعامل طبیعی با شناسایی و پیگیری افراد در خانه را فراهم می‌کند.

### ربات EmotiRob
یک پروژه رباتیک توسعه یافته است که ادامه‌دهنده پروژه MAPH (رسانه‌های فعال برای معلولین) در زمینه بهم پیوستگی احساسات ساخته شده. هدف این پروژه حفظ تعامل عاطفی با کودکان بوده است. EmotiRob طراحی شده است به طوری که یک کودک می‌تواند آن را در آغوش خود بگیرد و با آن صحبت کند و ربات از طریق حالت‌های بدنی یا ابرازات صورت خود را بیان می کند .این ربات قابلیت‌های شناختی ای دارد که به طور بیشتری گسترش یافته‌اند، به طوری که ربات قادر است از طریق نرم‌افزار شناسایی گفتار DRAGON که توسط شرکت NUANCE توسعه یافته است، با صاحب خود تعامل زبانی طبیعی داشته باشد. انتظار می‌رود چنین تعاملاتی به توسعه شناختی کودک کمک کرده و الگوهای یادگیری جدیدی را ایجاد کند.

### ربات LOVOT
"Lovot یک ربات شرکت ژاپنی است که تنها هدف آن «خوشحال کردن شما» است. این ربات دارای بیش از ۵۰ سنسور است که رفتار یک نوزاد یا حیوان خانگی کوچک را شبیه‌سازی می‌کند، دارای دوربین ۳۶۰ درجه با میکروفون، قابلیت تمیز کردن انسان‌ها از اشیاء، چشم‌های نئوتنی و گرمای داخلی ۳۰ درجه سانتی‌گراد است.در رابطه با آن  lovot cofe یک کافه تعاملی در ژاپن در تاریخ ۳ اکتبر ۲۰۲۰ افتتاح شد."

### ربات NICOBO
kیکوبو توسط پاناسونیک توسعه یافته و تحت تاثیر تنهایی دوران قرنطینه‌ها که به عنوان یک اقدام در مقابله با پاندمی COVID-19 ایجاد شده بودند، قرار گرفته و ساخته شده است. این ربات به گونه‌ای طراحی شده است که ظاهری آسیب‌پذیر دارد و این باعث ایجاد همدلی در صاحبان آن می‌شود. نام نیکوبو از کلمه ژاپنی به معنای "لبخند" گرفته شده است. این ربات دم خود را تکان می‌دهد، با صدای کودکانه صحبت می‌کند و به عنوان یک هم‌خانه با شما زندگی می کند .

### ربات Hyodol
هایودول یک ربات پیشرفته مراقبتی است که برای حمایت از سالمندان طراحی شده است و به یادآوری مصرف داروها و نظارت بر حرکات آنها می‌پردازد تا پرستاران آنها را مطلع کند. علاوه بر این، این ربات نوآورانه قادر به شناسایی و پاسخ به حالات احساسی کاربران سالمند خود است و لایه‌ای از مراقبت شخصی‌سازی شده را اضافه می‌کند. هایودول با ظاهر و سبک گفتاری شبیه به یک نوه ۷ ساله کره‌ای طراحی شده است و دارای پوسته‌ای از پارچه نرم و روش‌های تعاملی با کاربر مانند ضربه زدن به سر یا نوازش پشت است. این ربات با انواع حسگرها و فناوری‌های ارتباطی بی‌سیم مجهز شده است تا داده‌ها را جمع‌آوری و پردازش کند و از اپلیکیشن‌های موبایل و سیستم‌های نظارتی وبی پشتیبانی می‌کند تا امکان نظارت از راه دور را از هر مکانی فراهم کند.
در کره جنوبی، حدود ۱۰,۰۰۰ ربات هایودول به خانه‌های سالمندان تنها اعزام شده‌اند و حمایت و همراهی ضروری را فراهم می‌کنند. دولت‌های محلی، از جمله دفاتر استانی و شهرستانی، هایودول را به عنوان راه حلی برای مقابله با چالش‌های اجتماعی ناشی از جامعه رو به پیری سریع کشور پذیرفته‌اند. علاوه بر این، این ربات به طور گسترده‌ای در درمان بیماران مبتلا به زوال عقل در بیمارستان دانشگاهی در استان گانگوون استفاده می‌شود. هایودول در تاریخ ۲۹ فوریه ۲۰۲۴ موفق به دریافت جایزه جهانی موبایل (GLOMO) در دسته "بهترین نوآوری موبایلی برای سلامت و رفاه متصل" در کنگره جهانی موبایل (MWC) شد.

## انتقادات و نگرانی ها
ظهور ربات‌های همراه با انتقادها و نگرانی‌های عمومی مواجه شده است، به‌ویژه در مورد معضلات اخلاقی وابستگی به این دستگاه‌ها. ترس‌هایی وجود دارد که چنین وابستگی‌ای می‌تواند پیوند حیاتی کودک-مراقب را تهدید کند. نگرانی‌ها همچنین به تأثیر احتمالی مراقبت از کودکان با کمک ربات‌ها بر رشد کودکان گسترش می‌یابد، با نگرانی‌های خاص در مورد اثرات منفی بر مهارت‌های احساسی و اجتماعی به دلیل کاهش تعامل انسانی به وجود می آورد.
به دلیل وجود ربات‌های همراه مانند iPal که قادر به جمع‌آوری و انتقال داده‌ها هستند، خطرات نظارت و سوءاستفاده از داده‌ها را افزایش می‌دهند مسائل حریم خصوصی و امنیت نیز به‌طور برجسته‌ای مطرح شده‌اند،. این وضعیت نیاز به اقدامات قوی امنیت سایبری برای جلوگیری از هک شدن و دسترسی غیرمجاز به داده‌ها را مهم می‌کند.
علاوه بر نگرانی‌های مربوط به مراقبت از کودکان، ادغام ربات‌های همراه در زندگی سالمندان و سایر گروه‌های آسیب‌پذیر نیز نگرانی‌هایی را به‌وجود می‌آورد، به‌ویژه مشکل روابط توهمی. افراد ممکن است شروع به درک این ربات‌ها به‌عنوان موجودات حساس کنند، که منجر به وابستگی عاطفی می‌شود که خط بین شبیه‌سازی و واقعیت را محو می‌کند و وابستگی به ربات‌ها را افزایش می‌دهد. این می‌تواند احساسات تنهایی و جدایی از انسان‌ها را تشدید کند. این موضوع لزوم اجرای دستورالعمل‌های اخلاقی و سیستم‌های پشتیبانی روان‌شناختی را برای مقابله با پیچیدگی‌هایی که این فناوری معرفی می‌کند، برجسته می‌کند و اطمینان حاصل می‌کند که آنها به‌عنوان تکمیلی برای روابط انسانی عمل می‌کنند و نه جایگزین آنها.
1. ↑  "Companion robot". Wikipedia (به انگلیسی). 2024-04-22.